# قيصرية (مزاكا)
قيصرية (باليونانية: Καισάρεια)‏، والمعروفة أيضًا تاريخيًا باسم مازاكا ( (باليونانية: Μάζακα)‏، كانت مدينة قديمة في ما يعرف الآن قيصرية، تركيا. وفي العصر الهلنستي والروماني، كانت المدينة محطة مهمة للتجار المتجهين إلى أوروبا على طريق الحرير القديم. كانت المدينة عاصمة كابادوكيا، وكان ملوك أرمينيا وكابادوكيا يتقاتلون بانتظام للسيطرة على المدينة الاستراتيجية. واشتهرت المدينة بأساقفتها من الكنائس الأرثوذكسية اليونانية والأرمنية الرسولية. بعد معركة ملاذكرد حيث خسرت الإمبراطورية البيزنطية أمام الإمبراطورية السلجوقية، استولت سلطنة الروم على المدينة لاحقًا وأعيد تشكيلها بمرور الوقت بتأثيرات العمارة الإسلامية والعثمانية لاحقًا.

## تاريخ

### استبدال المدينة التجارية

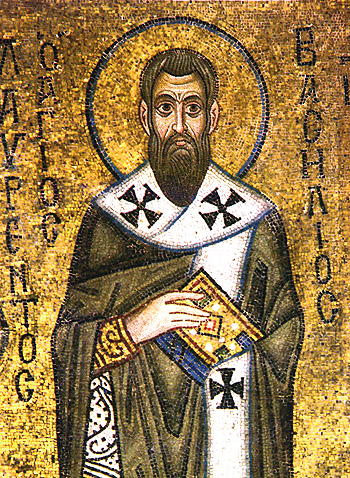
باسيل قيصرية

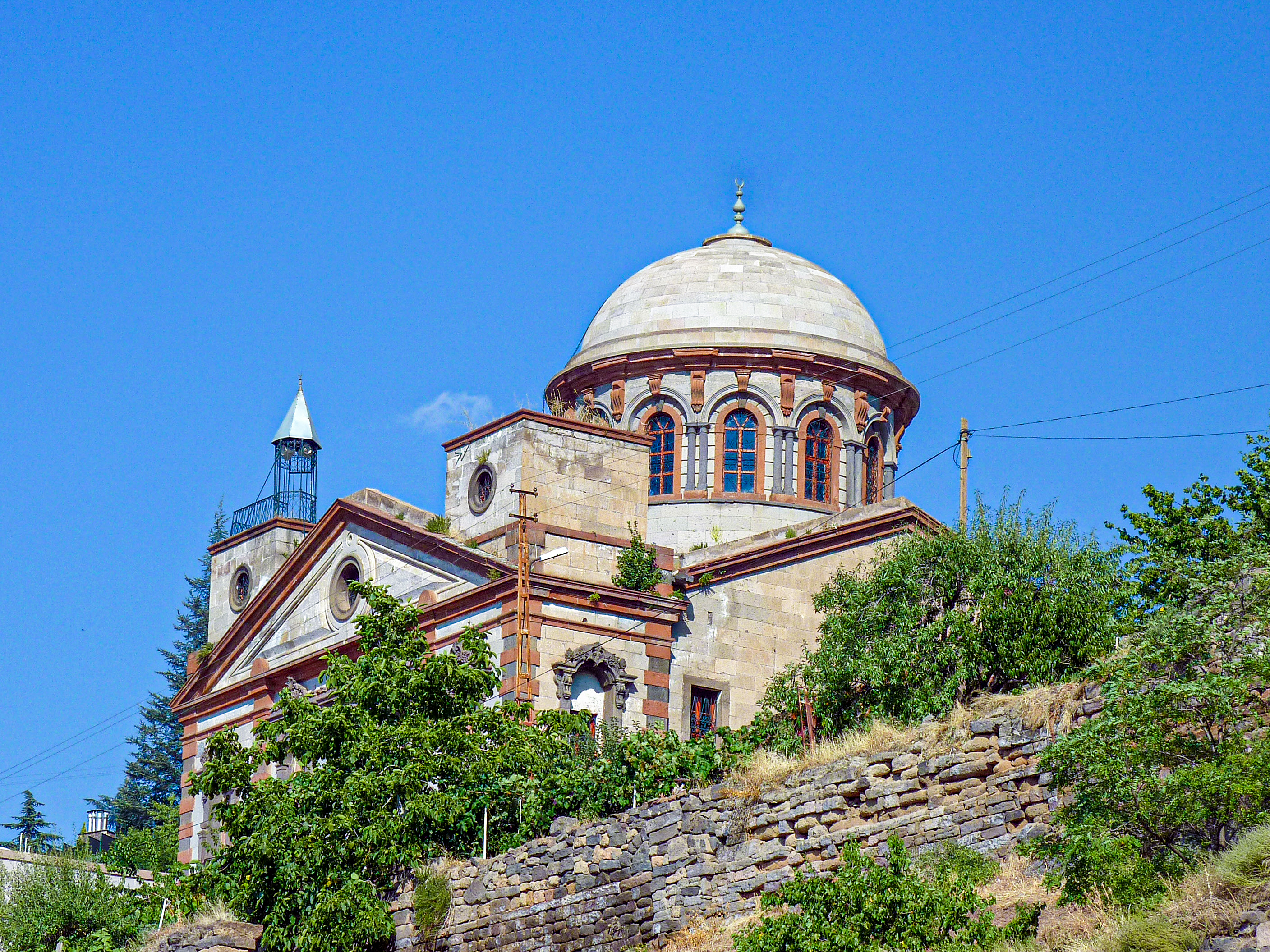
كنيسة آية باناجيا اليونانية في تالاس، قيصري

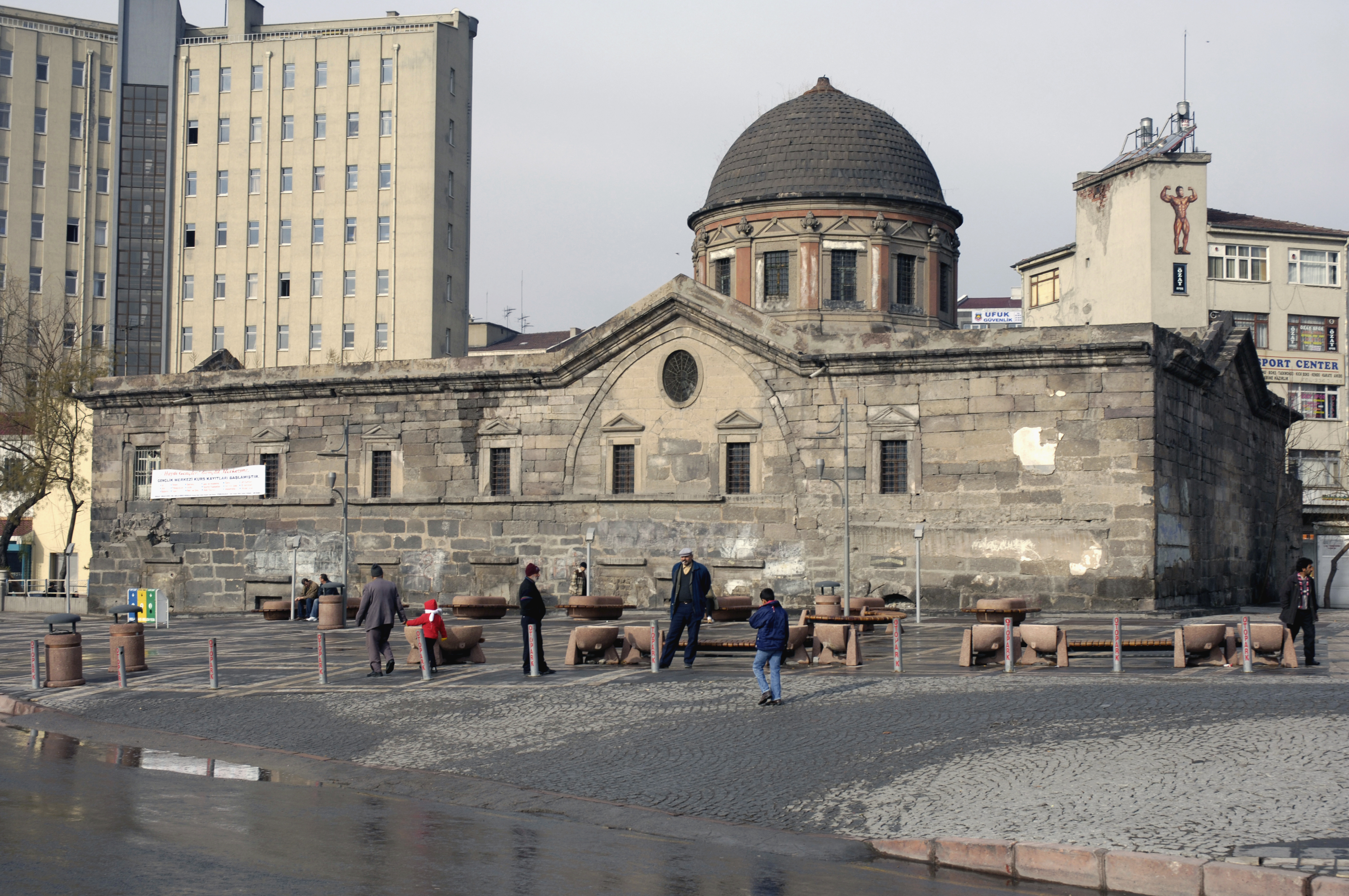
مريم آنا كيليسيسي، وتعني "كنيسة مريم العذراء"

كانت مدينة أو بلدة تجارية سابقة على طريق الحرير تعود إلى عام 3000 قبل الميلاد، في منطقة كولتيبي. تشمل المكتشفات هناك العديد من الألواح الطينية المحروقة، وبعضها كان محاطًا بمظاريف طينية مختومة بأختام أسطوانية. تسجل الوثائق الأنشطة المشتركة، مثل التجارة بين المستعمرة الآشورية ودولة المدينة آشور وبين التجار الآشوريين والسكان المحليين. كانت التجارة تديرها العائلات وليس الدولة. تعتبر نصوص كولتبه أقدم وثائق الأناضول. على الرغم من أنها مكتوبة باللغة الآشورية القديمة، إلا أن الكلمات المستعارة والأسماء الحثية الموجودة في النصوص هي أقدم سجل لأي لغة هندية أوروبية. معظم الأدلة الأثرية نموذجية في الأناضول وليس في آشور، لكن استخدام كل من الكتابة المسمارية واللهجة هو أفضل مؤشر على الوجود الآشوري.

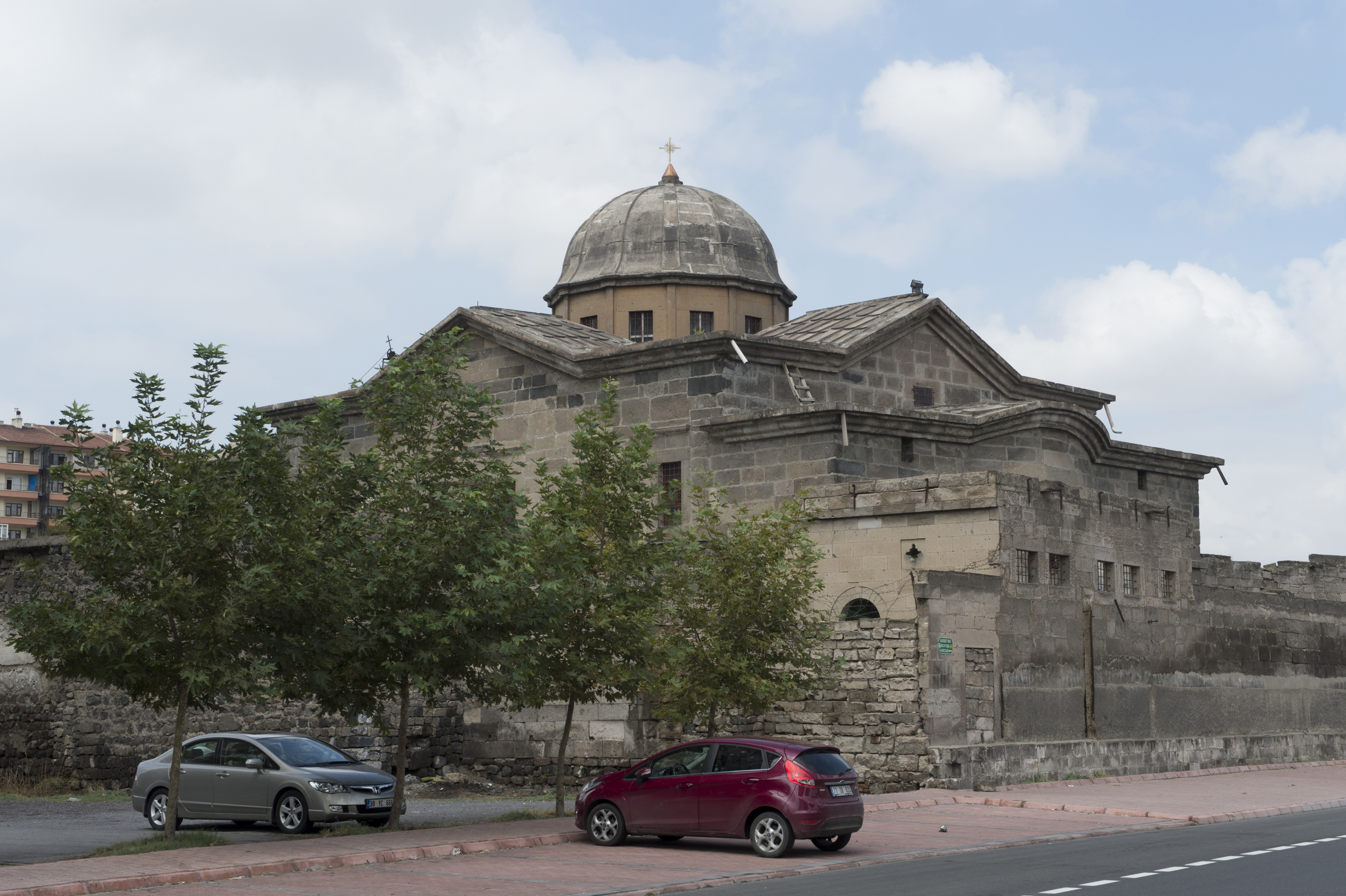
كنيسة سورب كريكور لوسافوريخ الأرمنية

### الأهمية والاقتصاد

#### العصور الهلنستية
ظلت قيصرية كما كانت سابقتها مركزًا تجاريًا داخليًا قويًا، أولاً بالنسبة للعديد من المدن المجاورة، وثانيًا بسبب الروابط البعيدة عن الشرق والغرب، مما منحها، من بين المقارنات الإقليمية من حيث الحجم، تجارة معززة.
كانت المدينة مركزًا لمرزبانية تحت الحكم الفارسي حتى غزاها بيرديكاس، أحد جنرالات الإسكندر الأكبر عندما أصبحت مقرًا لمرزبانية عابرة من قبل أحد جنرالات الإسكندر السابقين، أومينيس كارديا. انتقلت المدينة لاحقًا إلى الإمبراطورية السلوقية بعد معركة إبسوس، لكنها أصبحت مرة أخرى مركزًا لمملكة كبادوكيا الكبرى المتمتعة بالحكم الذاتي تحت حكم أرياراتيس الثالث ملك كابادوكيا في حوالي عام 250 قبل الميلاد. وفي الفترة التالية، أصبحت المدينة تحت سيطرة النفوذ الهلنستي، وأعطيت الاسم اليوناني يوسابيا ( (باليونانية: Εὐσέβεια)‏ تكريما لملك كابادوكيا أرياراتيس الخامس أوسيبيس فيلوباتور كابادوكيا (163-130 قبل الميلاد). الاسم الجديد لقيصرية (باليونانية: Καισάρεια)‏، والتي عُرفت بها منذ ذلك الحين، سميت بهذا الإسم من قبل آخر ملوك كابادوكيا أرخيلاوس أو ربما من قبل تيبيريوس.

## صالة عرض

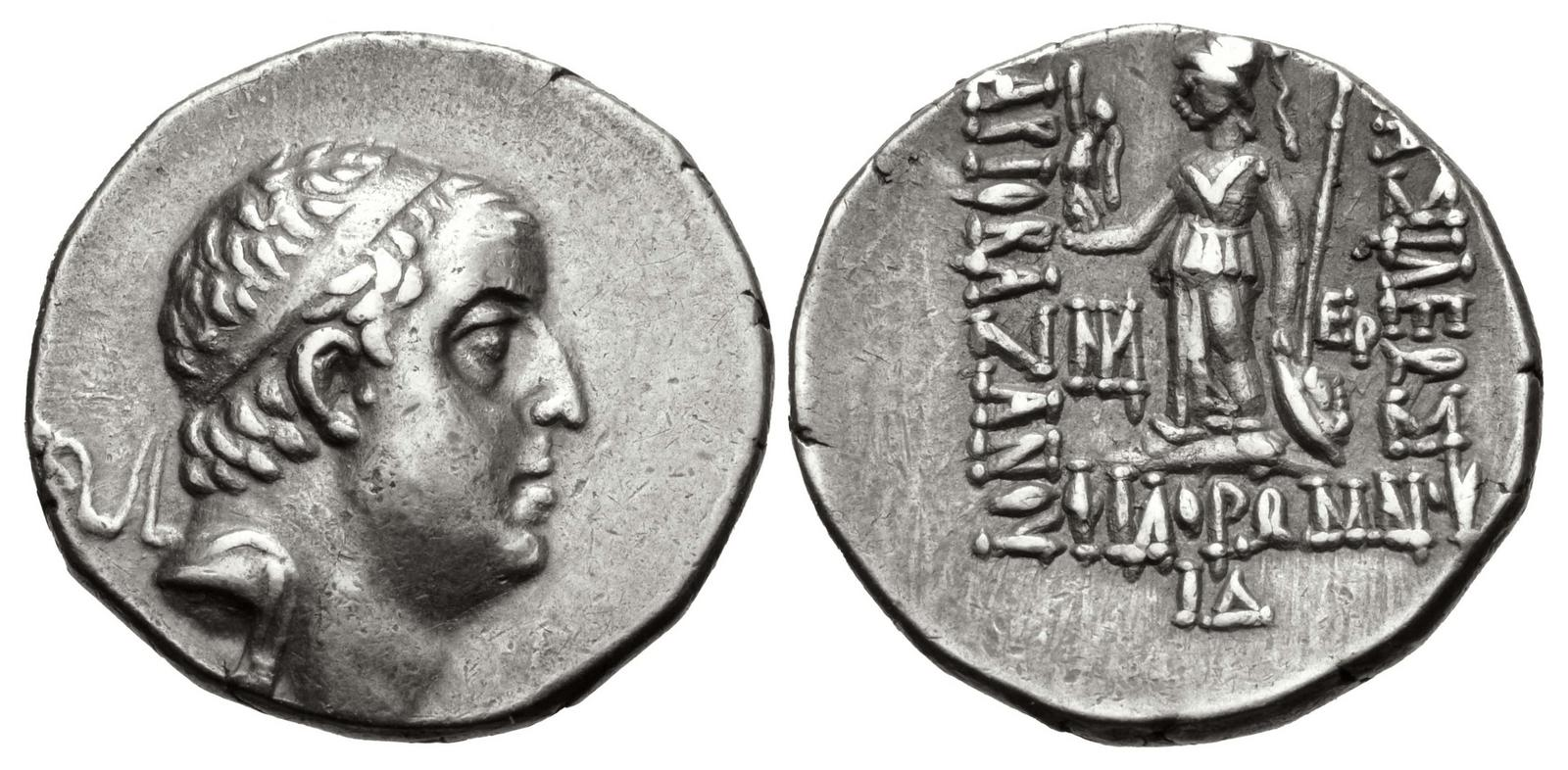
عملة أريوبرزان، مسكوكة في مزاكا عام 83 أو 82 ق.م
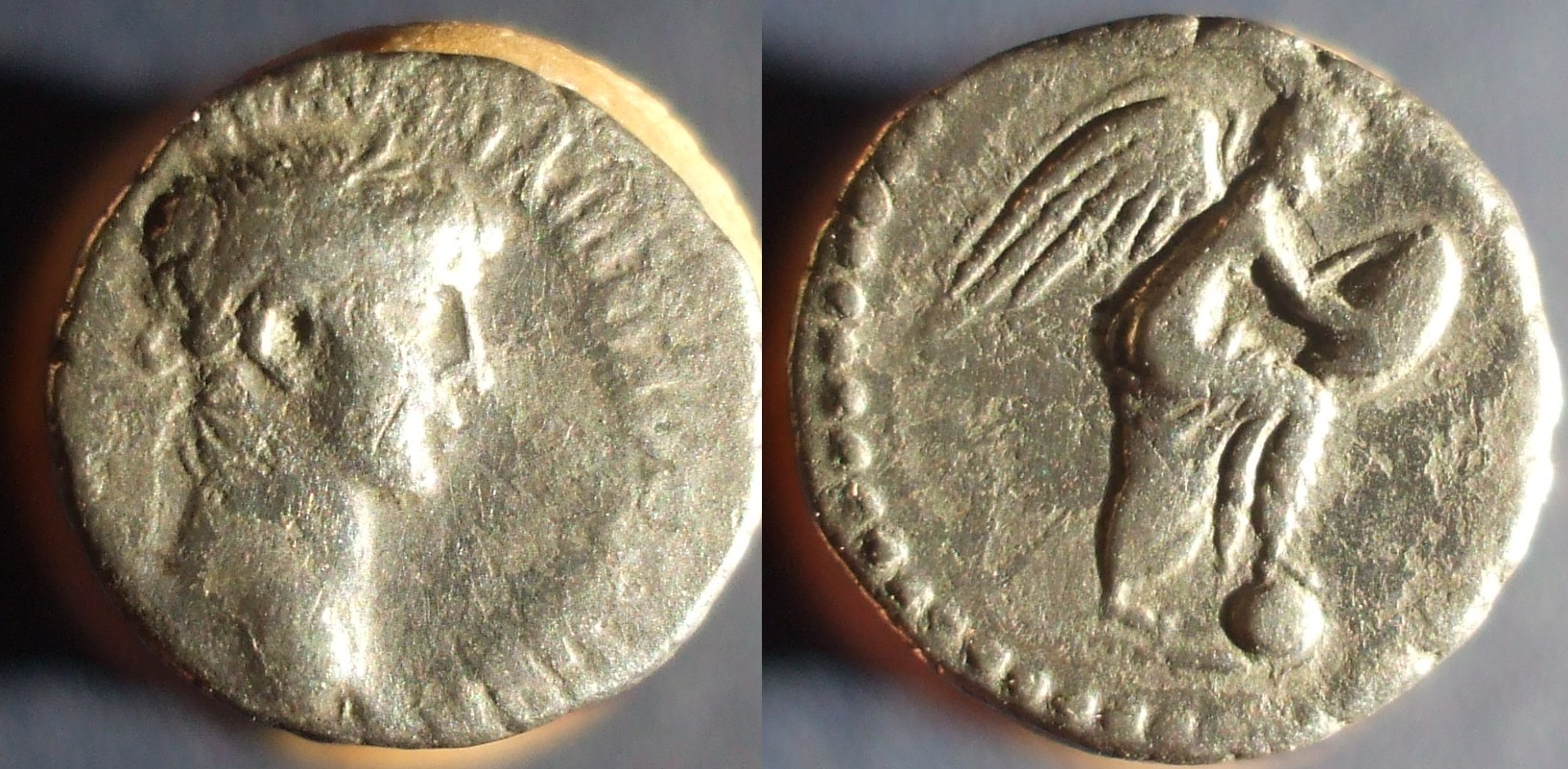
نصف دراخما من قيصرية (مازاكا) لنيرو (حكم من 37 إلى 68 م)
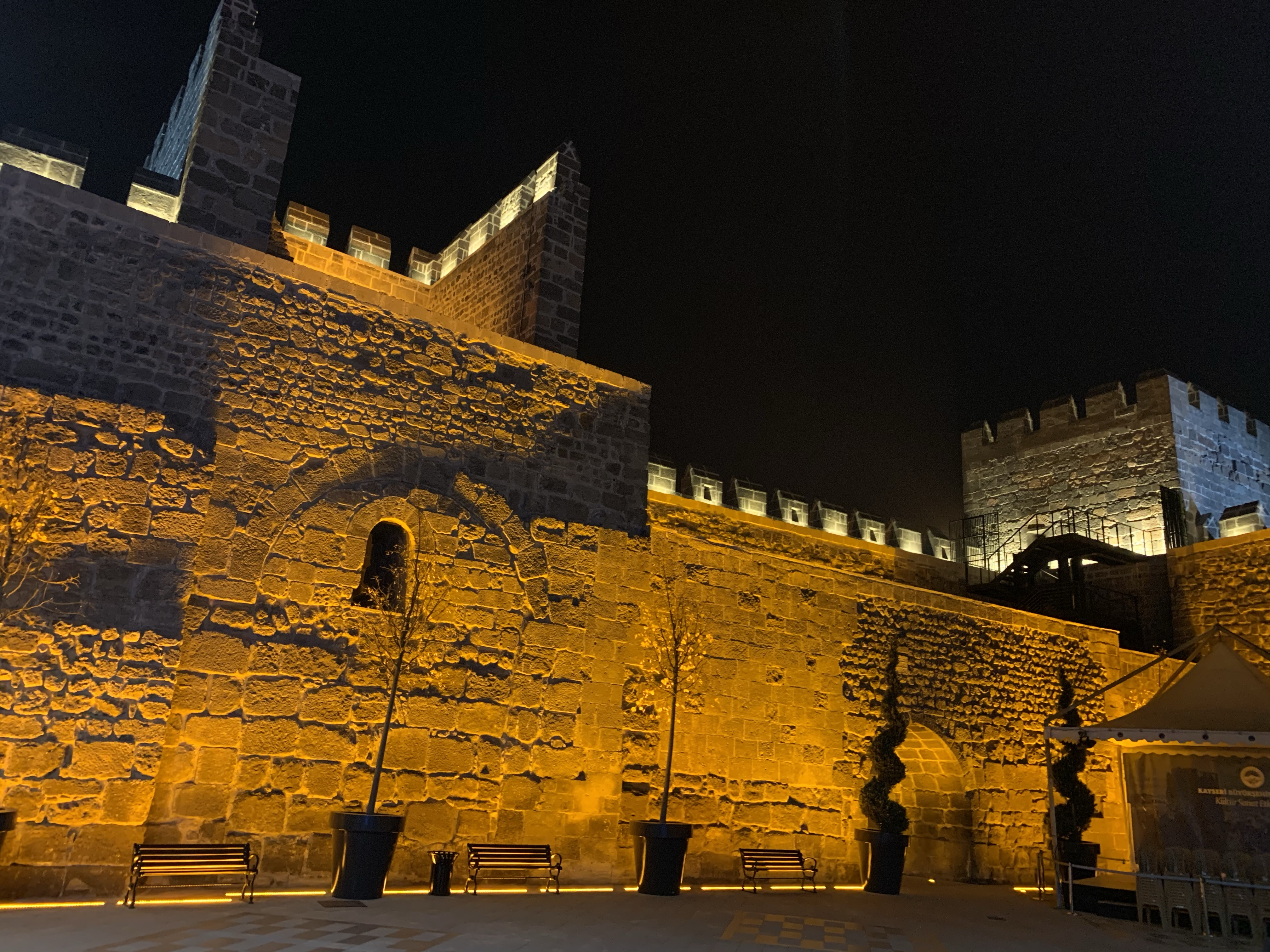
أساس هذا المبنى مبنى قيصري / قلعة قيصري حيث أن أسوار المدينة لا يزال يعود إلى العصر الروماني
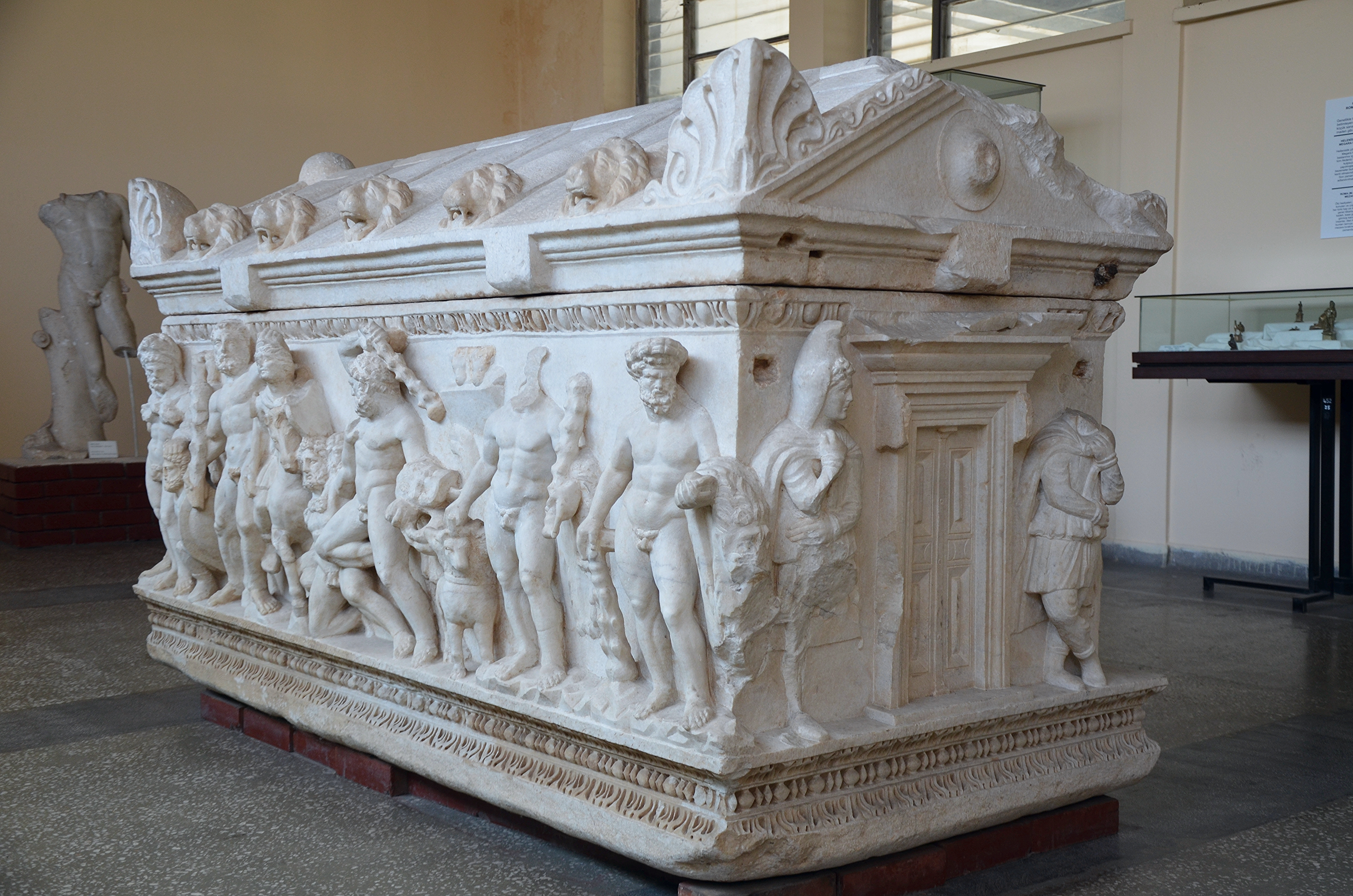
يعود تاريخ هذا التابوت الحجري لعمال هرقل الاثني عشر الموجود فيمتحف الصدمة قيصريإلى عام 150-160 ميلادي
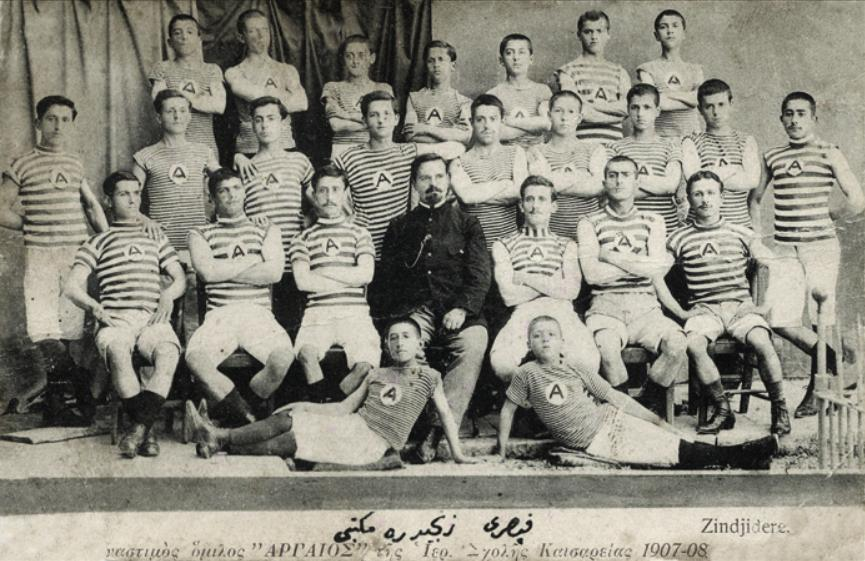
اليونانيون الكبادوكيونفي قيصري
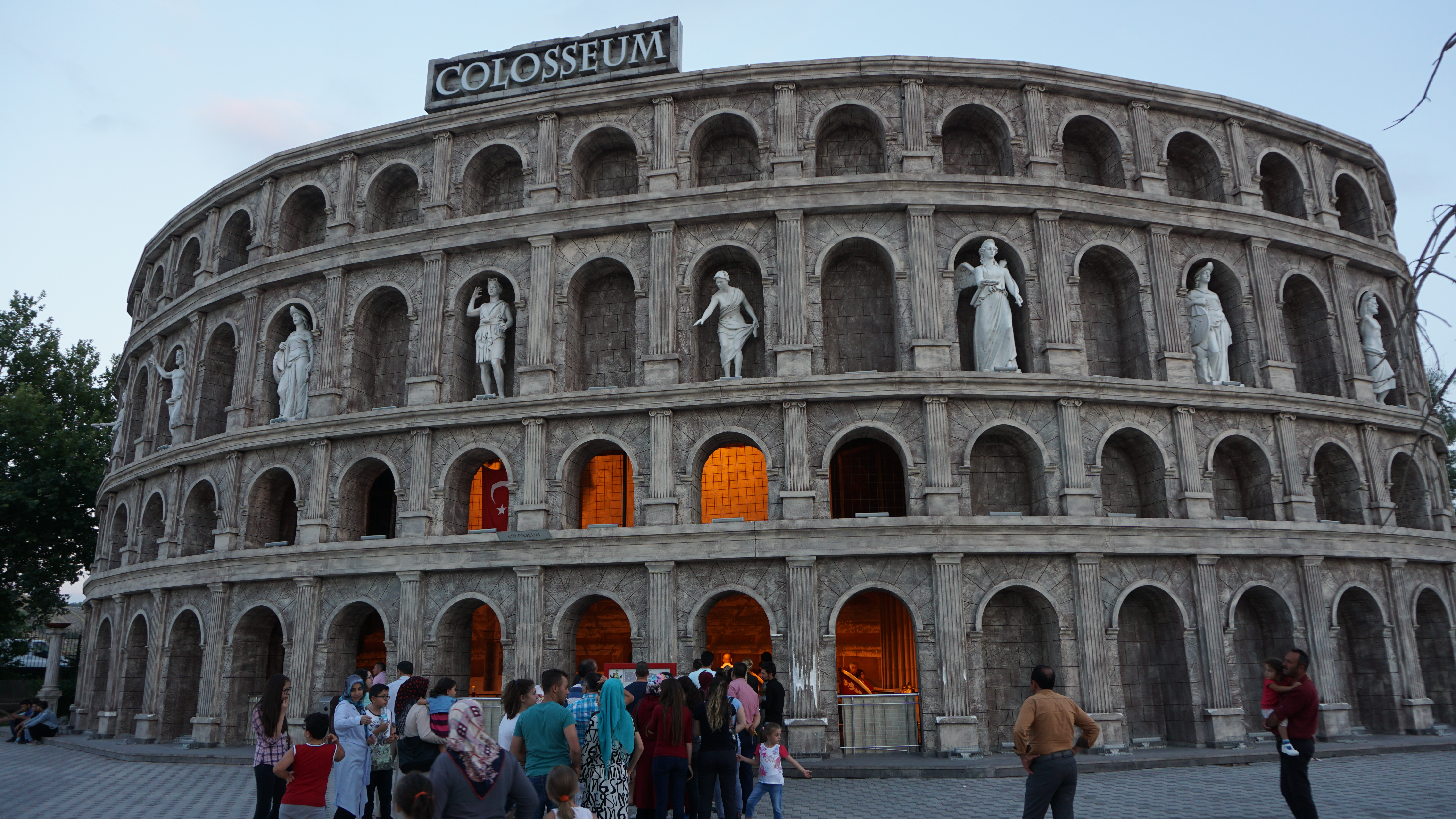
أرض مزاكا فيقيصري،تركيا
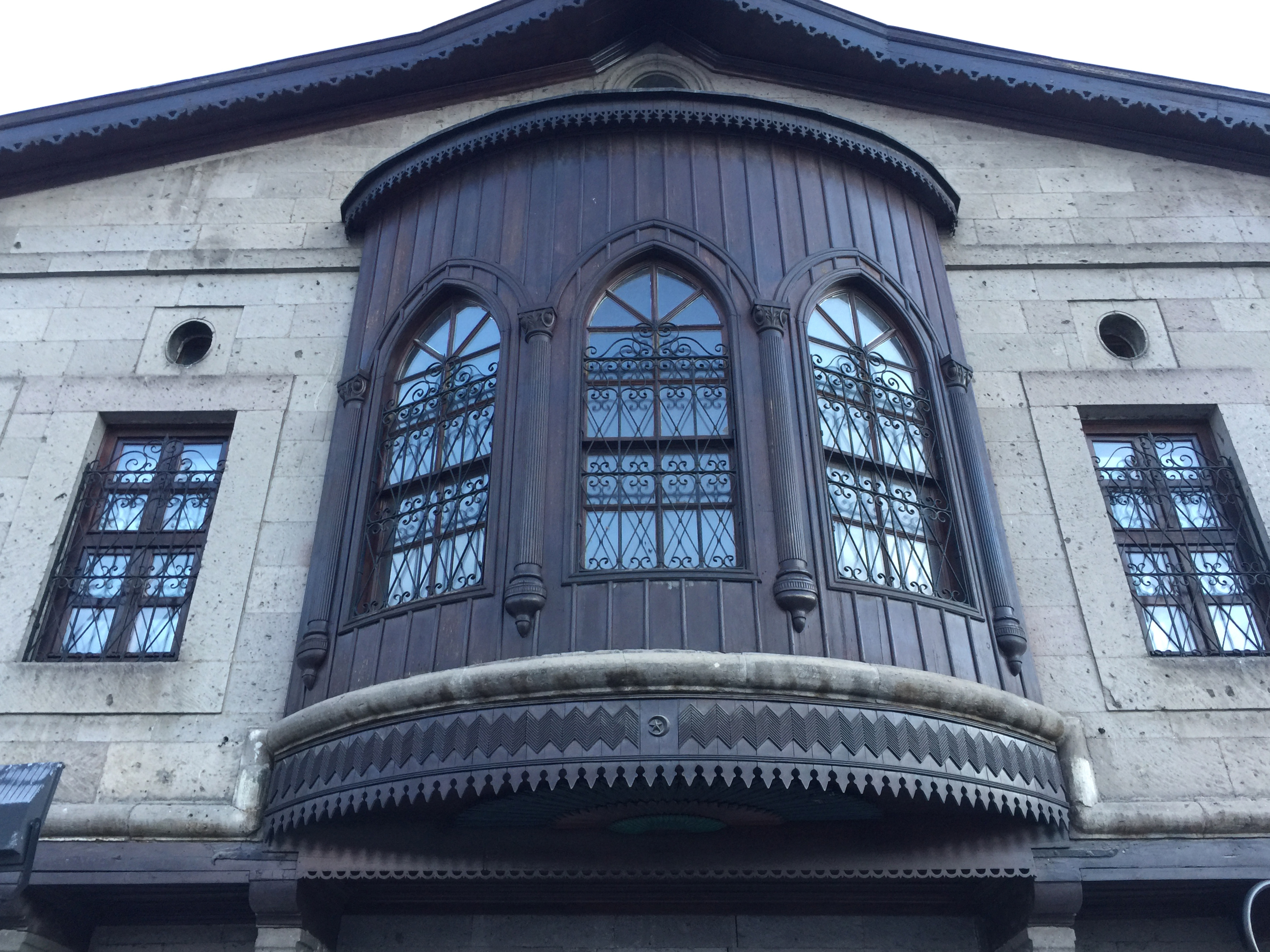
منزل في قيصري من فترة سابقة
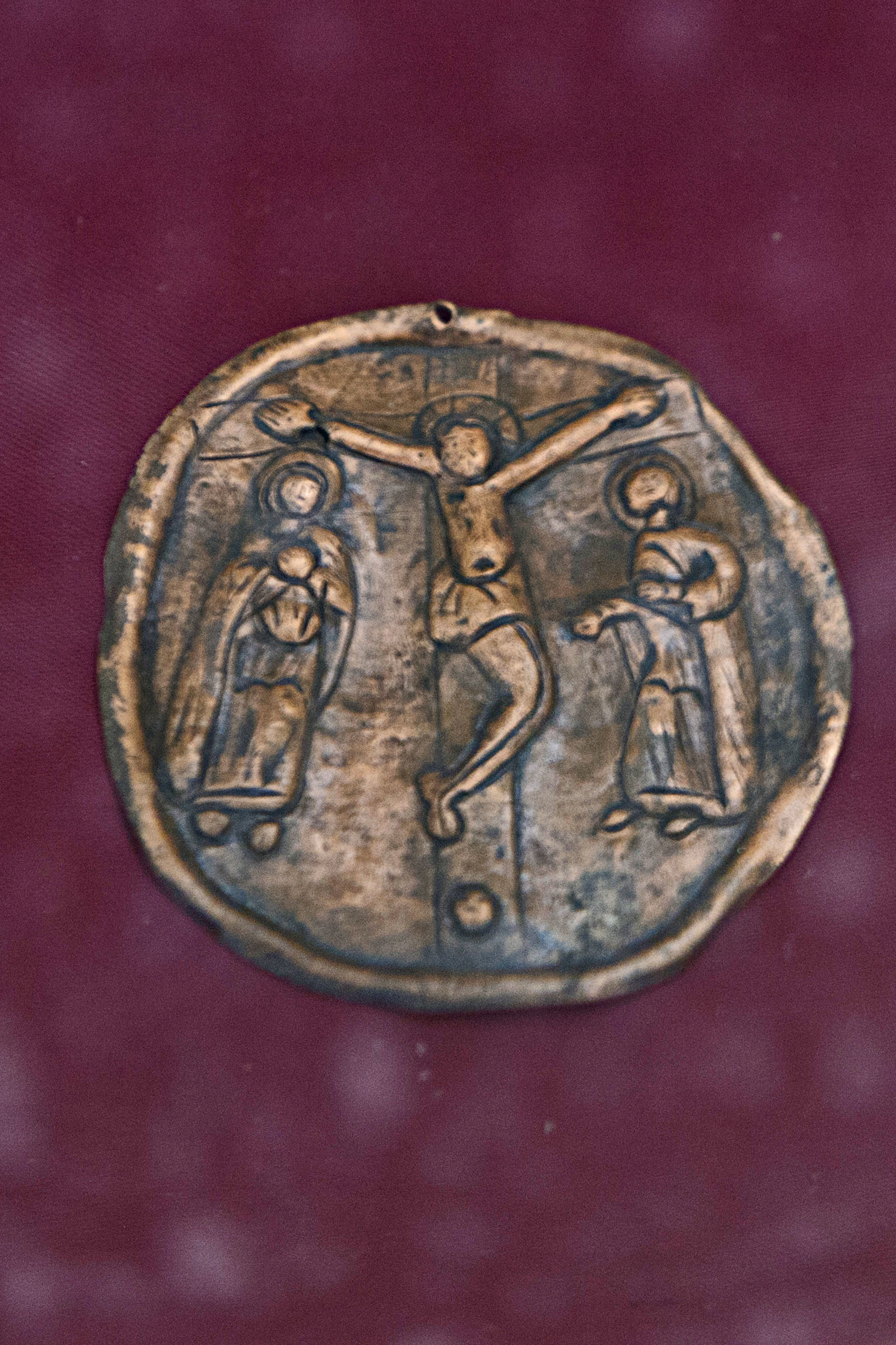
عملة معدنية من متحف قيصري الأثري
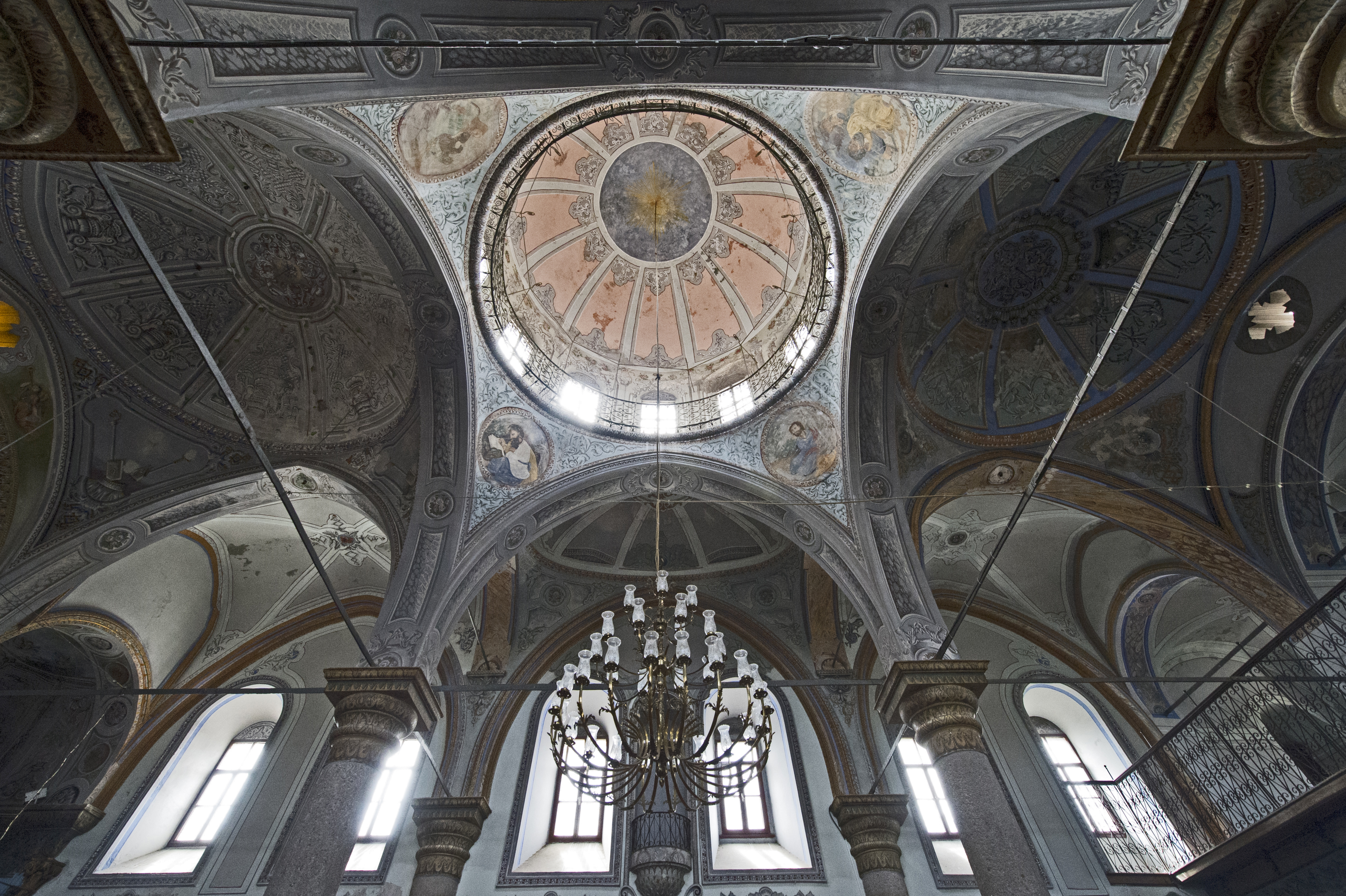
قبة وسقف كنيسة سورب كيركور لوسافوري الأرمنية
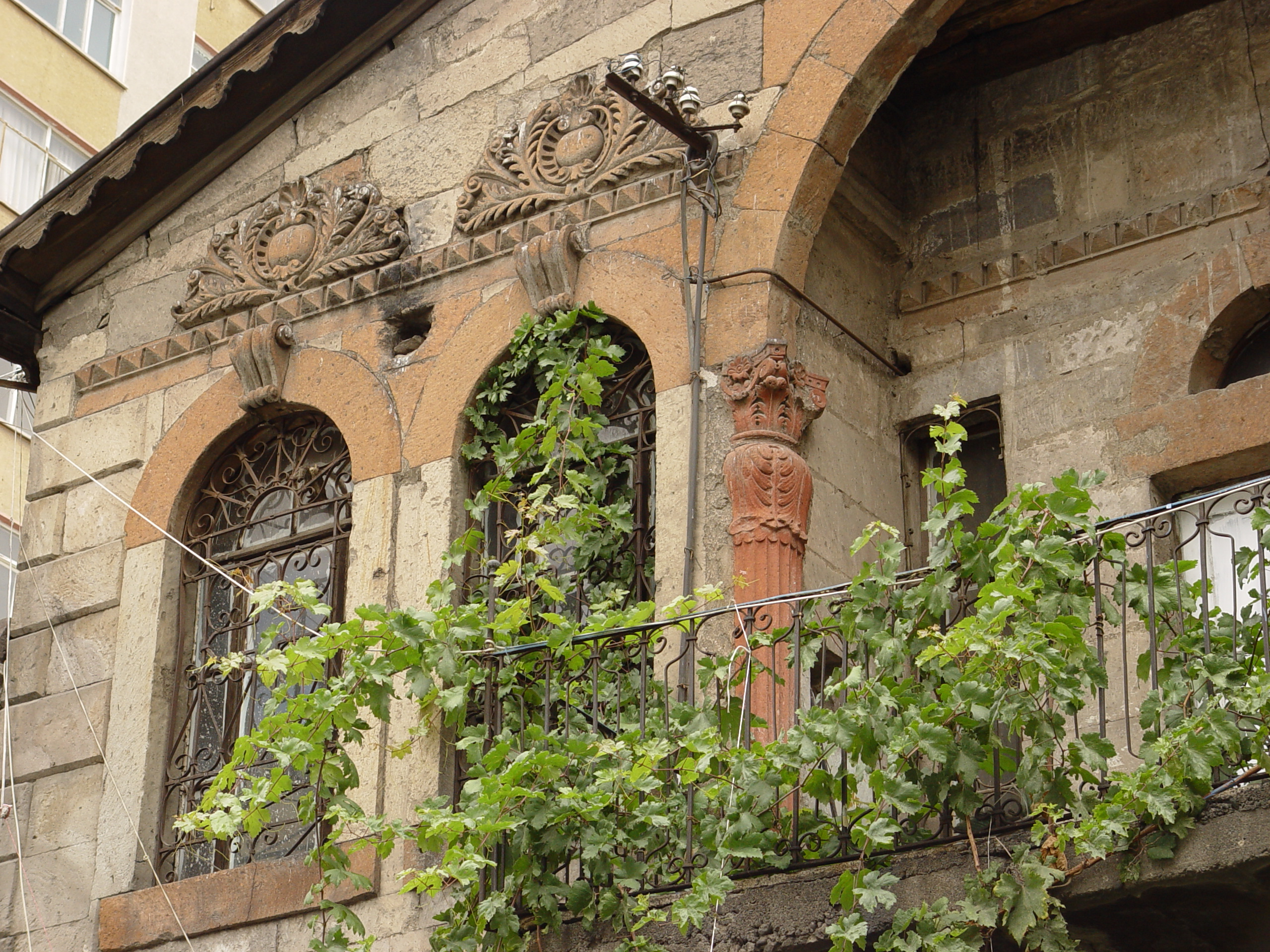
كرية عمري